# 文宜
文宜（1431年—？），字時中，湖廣長沙府攸縣人，明朝政治人物。進士出身。

## 生平
湖廣鄉試第九十名。天順元年（1457年）丁丑科會試第一百五十名，殿試登進士第三甲第四十四名。

## 家族
曾祖文繼宗。祖父文均壽。父亲文麟，曾任教諭。